# ويليام هنتر (سياسي أمريكي)
ويليام هنتر (بالإنجليزية: William Hunter)‏ هو دبلوماسي ومحامي وسياسي أمريكي، ولد في 26 نوفمبر 1774 في نيوبورت في الولايات المتحدة، وتوفي بنفس المكان في 3 ديسمبر 1849. حزبياً، نشط في الحزب الفيدرالي الأمريكي. وقد انتخب عضو مجلس الشيوخ الأمريكي.